# Mompha idaei
Mompha idaei là một loài bướm đêm thuộc họ Momphidae.
Sải cánh dài 18–22 mm. Con trưởng thành bay vào tháng 5 và tháng 6. Ấu trùng ăn rễ của Chamerion angustifolium.